# كلية الهندسة بشبرا (جامعة بنها)
كلية الهندسة بشبرا هي كلية تابعة لجامعة بنها إداريًا وتقع في حي شبرا مصر بالقاهرة.

## تاريخ التأسيس
يرجع أساس الكلية إلى الشعبة الهندسية بالمعهد العالي الفني بالقاهرة والذي تأسس في أكتوبر عام 1961 وكان تابعاً لوزارة التعليم العالى ويضم ثلاث شعب هي الشعبة الهندسية والشعبة الزراعية والشعبة التجارية وتمنح الشعبة الهندسية درجة البكالوريوس في الهندسة بعد دراسة خمس سنوات باللغة الإنجليزية.
في أكتوبر عام 1975 تم دمج الشعبة الهندسية بالمعهد العالى الفنى بالقاهرة إلى كلية التكنولوجيا بالمطرية - جامعة حلوان.
في 7/4/1976 صدر القرار الجمهوري رقم (367) لسنة 1976 بضم المعهد العالي الفني بشبرا إلى جامعة عين شمس تحت اسم كلية الهندسة بشبرا.
في 30/10/1976 صدر القرار الجمهوري رقم (1069) لسنة 1976 بضم كلية الهندسة بشبرا إلى جامعة الزقازيق - فرع بنها.
وصدر القرار الجمهوري رقم (84) لسنة 2005 بإنشاء جامعة بنها واعتبار كلية الهندسة بشبرا إحدى كلياتها.

## مقر الكلية

### المبنى الرئيسي
يقع المبنى الرئيسي لكلية الهندسة في حى شبرا، بشارع شبرا الرئيسى حيث الموقع المتميز بالنسبة لهذا المكان الحيوي من الحى، ومن حيث الكثافة السكانية العالية والاكتظاظ العمرانى الضخم.
ويوجد بالمبنى الرئيسى عدد (20) قاعة دراسية بسعة 2500 طالب تقريباً، ويدرس به أقسام الهندسة المدنية و المعمارية و هندسة المساحة من السنة الأولي وحتى البكالوريوس.

### المبنى الفرعي
يقع المبنى الفرعي للكلية في موقع غير بعيد من الموقع الرئيسى للكلية في ميدان الخلفاوي بشبرا في منطقة حيوية أيضاً من حيث النسيج العمرانى الممتد والمتشعب الذي تتميز به منطقة شبرا بشكل عام ويوجد به الهيكل الإدارى للكلية، من حيث إدارة الكلية، مكتب عميد الكلية والوكلاء والأقسام العلمية، وكذلك جميع الأقسام الإدارية.
تم إنشاء مبنى جديد ذو عشرة أدوار بسعة عالية للورش وقاعات المحاضرات وخدمات للطلاب والمجتمع.
يستوعب المبنى الفرعي أعداداً غفيرة من الطلاب بالسنة الإعدادية حيث توجد المدرجات الرئيسية الكبيرة والورش وكذلك طلاب أقسام الهندسة الكهربية والميكانيكية وجميع البرامج الخاصة.
يقع كلاً من المبنى الرئيسى والفرعى على مقربة من خطوط مترو أنفاق القاهرة مما كان له الأثر الكبير في تسهيل حركة سفر الطلاب وجميع القائمين على العملية التعليمية من وإلى الكلية.

## نظام الدراسة
مدة الدراسة لنيل درجة البكالوريوس في الهندسة خمس سنوات منهم سنة إعدادية، ويحصل الخريج على عضوية نقابة المهندسين المصرية واتحاد المهندسين العرب.

## الأقسام الدراسية
الأقسام العامة
- قسم الهندسة الميكانيكية.
- قسم الهندسة الكهربائية.
- قسم الهندسة المعمارية.
- قسم الهندسة المدنية.
- قسم الهندسة المساحية.

برامج نظام الساعات المعتمدة
- برنامج الهندسة الصناعية.
- برنامج هندسة الطاقة والطاقة المستدامة.
- برنامج هندسة الاتصالات والحاسبات
- برنامج الهندسة الكهربية والتحكم.

أقسام الدراسات العليا

## قسم الفيزياء والرياضيات الهندسية.
- قائمة كليات الهندسة في مصر.
- إحصائيات القبول بالجامعات المصرية.

## وصلات خارجية
- (بالإنجليزية) الموقع الرسمي للكلية
- (بالعربية) الموقع الإخباري للكلية